# Oncholaimus aegypticus
Oncholaimus aegypticus is een rondwormensoort uit de familie van de Oncholaimidae. De wetenschappelijke naam van de soort is voor het eerst geldig gepubliceerd in 1921 door Steiner.